# L'esule di Roma
L'esule di Roma ossia Il proscritto è un melodramma eroico in due atti, musicato da Gaetano Donizetti su libretto di Domenico Gilardoni, rappresentato per la prima volta il 1º gennaio 1828 al Teatro San Carlo di Napoli. È la prima di tre opere di Donizetti il cui soggetto è tratto dalla storia romana (le altre due sono Fausta, del 1832, e Poliuto, del 1838).

## Storia
Nel 1827, Donizetti venne ingaggiato dall'impresario teatrale napoletano Domenico Barbaja per comporre quattro opere in tre anni. Adempì puntualmente ai suoi obblighi e, poco dopo aver dato al Teatro Nuovo la farsa Le convenienze ed inconvenienze teatrali il 21 novembre 1827, presentò al Teatro San Carlo per il Capodanno del 1828 una nuova opera, questa volta nel genere dell'opera seria, L'esule di Roma.
Il libretto di Domenico Gilardoni si ispirava a un dramma dell'attore Luigi Marchionni, Il proscritto romano, ossia Il Leone di Caucaso (Napoli, 1820), che a sua volta era basato su un melodramma in 3 atti di Louis-Charles Caigniez, Androclès ou le Lion reconnaissant (Parigi, 1804), che in seguito avrebbe fornito l'ispirazione anche a George Bernard Shaw per il suo Androcles and the lion (1912).
La prima rappresentazione vide riunito un cast prestigioso che comprendeva il tenore Berardo Calvari Winter, il soprano Adelaide Tosi e il basso Luigi Lablache, e fu un trionfo, immediatamente ripreso dagli altri teatri italiani: alla Scala di Milano con il soprano Henriette Méric-Lalande (luglio 1828), di nuovo a Napoli con il tenore Giovanni Battista Rubini (inverno 1828). L'esule di Roma fu l'opera scelta dalla città natale di Donizetti, Bergamo, per rendere omaggio, nel 1840, al compositore: venne diretta da un amico d'infanzia di Donizetti, Marco Bonesi, con un cast che comprendeva cantanti di prima grandezza come Eugenia Tadolini, Domenico Donzelli e Ignazio Marini. L'opera venne portata in scena anche a Barcellona (1833),Madrid, Vienna e Londra e rimase in repertorio in Italia e all'estero fino al 1869, anno della sua ultima rappresentazione nel XIX secolo, a Napoli.
L'esule di Roma venne poi ripreso per la prima volta nel XX secolo il 18 luglio 1982 alla Queen Elizabeth Hall di Londra, in forma di concerto, con Katia Ricciarelli, Bruce Brewer e John-Paul Bogart, per iniziativa della Donizetti Society. La prima rappresentazione moderna in Italia fu al Teatro Gabriello Chiabrera di Savona nell'ottobre 1986, registrata dal vivo.
Dopo le prime rappresentazioni del XIX secolo, l'opera fu oggetto di numerose modifiche: tra queste, venne espunto il pezzo originale in cui Settimio viene risparmiato da un leone cui aveva guarito una ferita e che lo riconosce nel Circo Massimo, episodio tratto dall'aneddoto su Androclo riportato da Aulo Gellio, che lo attribuisce ad Apione: verrà sostituito, con un espediente molto più convenzionale, con un atto di clemenza di Tiberio. La scena finale in cui Argelia gioisce per l'esito felice della vicenda è stata anch'essa aggiunta in una ripresa per rispettare la convenzione allora in vigore – e che Donizetti contribuì a far abbandonare – che voleva che un'opera dovesse terminare con un'aria della primadonna.

## Cast
| Ruolo                                                               | Voce       | Interpreti della prima |
| ------------------------------------------------------------------- | ---------- | ---------------------- |
| Murena, senatore                                                    | basso      | Luigi Lablache         |
| Argelia, sua figlia                                                 | soprano    | Adelaide Tosi          |
| Emilia, sorella di Argelia                                          | ruolo muto |                        |
| Settimio, tribuno proscritto                                        | tenore     | Berardo Calvari Winter |
| Publio, generale                                                    | tenore     | Gaetano Chizzola       |
| Leontina, confidente di Argelia                                     | soprano    | Edvige Ricci           |
| Lucio, centurione                                                   | basso      | Giovanni Campagnoli    |
| Fulvio, decurione                                                   | tenore     | Ruggero Capranico      |
| Congiunti di Murena, sacerdoti, schiave di Argelia, popolo, soldati |            |                        |

## Trama
L'azione si svolge a Roma, durante il regno di Tiberio (14-37 d.C.).

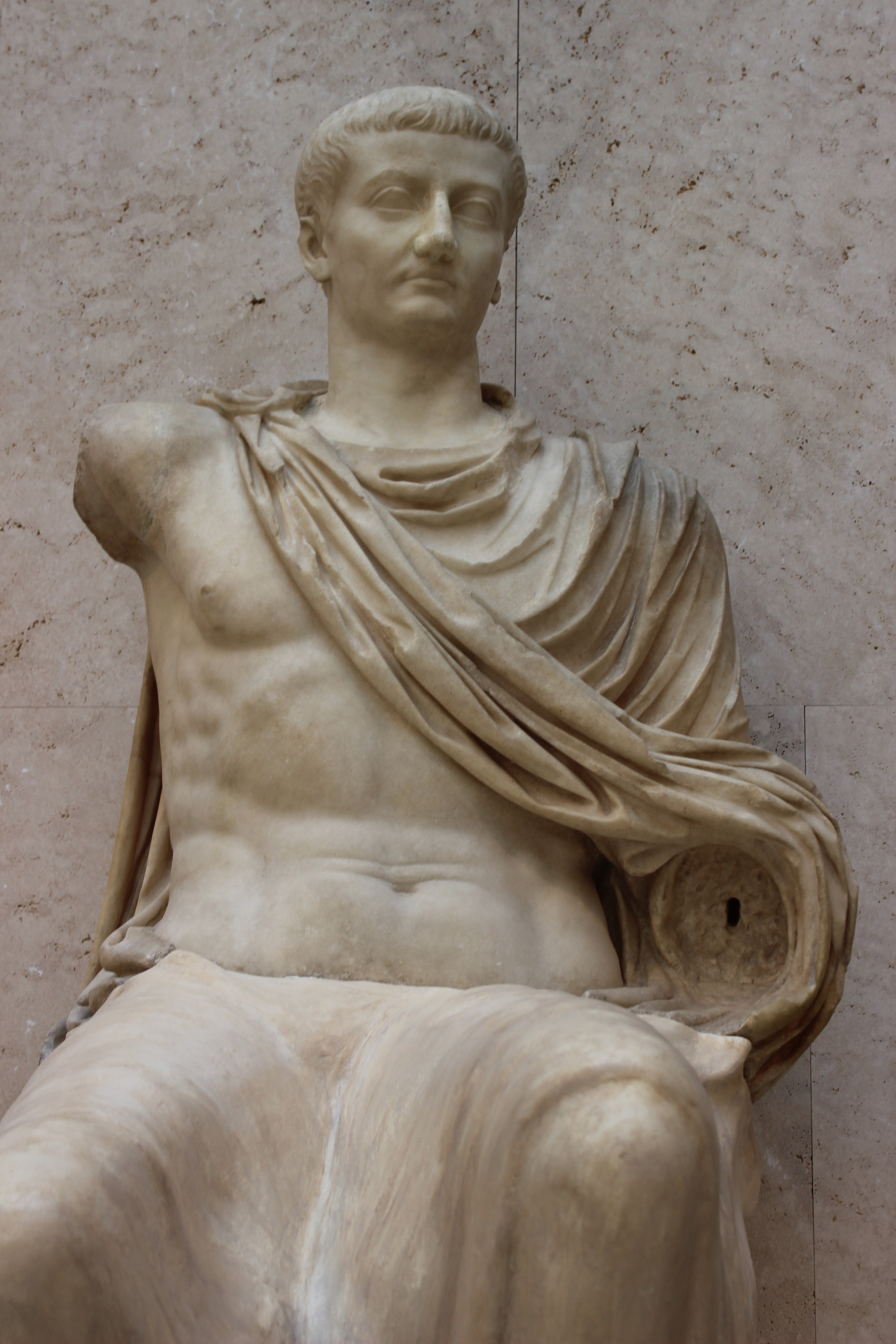
Statua dell'imperatore Tiberio

### Atto I
Publio, generale romano, dopo la fortunata campagna in Sarmazia torna nella madrepatria, dove spera di sposare la promessa sposa, Argelia, figlia del senatore Murena. Tuttavia quest'ultimo cerca di dissimulare i suoi tormenti interiori al futuro genero, roso da un senso di colpa che lo stesso Publio avverte. 

A Roma è inoltre tornato sotto mentite spoglie Settimio per amore di Argelia, nonostante sia stato lo stesso padre di lei ad ordinarne il bando. I due amanti non fanno in tempo a ricongiungersi che Settimio viene riconosciuto ed arrestato. Argelia chiede sostegno a Publio rivelandogli il suo amore per Settimio, e il promesso sposo acconsente a rompere le nozze per aiutare l'amata. 

Viene convocato il Senato, dove partecipa lo stesso Murena: Settimio è considerato complice di una congiura di cui è in realtà innocente, sebbene custodisca dei documenti tra cui è presente un elenco dei congiurati e che l'accusato consegna ad Argelia. Il principale ispiratore di questa trama è nientemeno che Murena, da cui deriva il senso di colpa dell'uomo verso il proscritto. Argelia scopre l'amara verità proprio quando l'amato viene condannato a morte: Murena, disperato, gli promette di farlo fuggire con la figlia a patto che taccia della congiura ma Settimio non vuole compromettere di più il suo onore e si lascia portare via dalle guardie.

### Atto II
Murena è caduto in uno stato di follia dopo l'incontro con Settimio. Publio cerca di salvare il condannato a morte esortando il senatore a comparire dinnanzi a Tiberio per impetrargli la grazia, dato che gli avi di Murena hanno ricevuto molti favori dalla famiglia di Settimio, ma Argelia congeda l'ex promesso sposo cercando di mascherare la colpevolezza del padre col suo stato cagionevole di salute. 

Tornato in sé, Murena spiega alla figlia che per salvare la vita di Settimio vuole consegnarsi all'imperatore svelandogli la verità e la sua responsabilità nella congiura, e la prega di prendersi cura della sorella minore Emilia. Nemmeno di fronte alle proteste di Argelia, che straccia le prove della congiura, Murena desiste ed esce di casa per costituirsi.

Fuori dal circo, Argelia e la famiglia assistono alla marcia funebre che porta Settimio nell'arena. La condanna a morte viene però interrotta: Settimio è stato risparmiato dal leone, che era stato salvato ancora cucciolo dall'uomo; Murena invece è stato bandito dal Senato ma graziato da Tiberio per avergli rivelato di persona la congiura. Ricongiunta con il padre e l'amante, Argelia può finalmente tornare a gioire.

## Struttura musicale
I pezzi principali della partitura sono la prima aria di Murena Ahi! Che di calma un'ombra e il suo duetto con Publio (atto I, scena prima), il duetto di Settimio e Argelia (atto I, scena terza), il terzetto finale dell'atto I, cui l'opera deve molta della sua popolarità nel XIX secolo, la scena della follia di Murena nell'atto II e il duetto fra Murena e Argelia, sempre nell'atto II. La musica risente ancora nettamente dell'influenza dell'opera seria, di cui l'esempio massimo era la Semiramide di Rossini (1823), anche se i passaggi strumentali con l'accompagnamento del corno inglese o del fagotto obbligato e le vaste scene d'insieme fanno spesso pensare al vecchio maestro di Donizetti, Simon Mayr, o anche a La Vestale (1803) di Gaspare Spontini. Tuttavia, l'intensità drammatica delle situazioni, così come l'uso tipicamente donizettiano del flauto, o ancora il tentativo per eliminare l'aria finale della primadonna annunciano già le opere della maturità del compositore.

### Atto I
- N. 1 - Coro d'introduzione, Cavatina di Murena, Cavatina di Publio e Duetto fra Murena e Publio Publio!...è quegli! - Ah! che di calma un'ombra - Se della patria il genio - Publio, m'abbraccia... (Coro, Murena, Publio)
- N. 2 - Cavatina di Settimio Tacqui allor...L'abbandonai!...
- N. 3 - Duetto fra Settimio e Argelia Ah sì tu sei...
- N. 4 - Terzetto fra Murena, Settimio e Argelia Ei stesso!...La mia vittima...

### Atto II
- N. 5 - Coro e Aria di Murena Non v'è...Di qua...Partì - Entra nel Circo!... (Murena, Coro)
- N. 6 - Duetto fra Murena e Argelia Vagiva... Emilia... ancora
- N. 7 - Aria di Settimio S'io finora bell'idol mio (Settimio, Coro)
- N. 8 - Coro e Rondò Finale di Argelia A un pianto. A un gemito. Udiasi l'eco - Tardi, tardi il piè là volgi - Ogni tormento (Coro, Leontina, Argelia, Settimio, Murena, Publio, Lucio, Fulvio)

Quest'opera ha subito numerosi cambiamenti nel corso della sua storia, a partire dal N. 7, assente nella prima rappresentazione, aggiunto solo in seguito per allargare il ruolo altrimenti quasi inesistente del tenore nel secondo atto. Una seconda versione del suddetto brano è Or che per te morrò, composto per una edizione del 1836; di cinque anni precedente è la variante Vanne ad Argelia, e dille. Una rappresentazione della stagione teatrale 1831-1832 prevedeva invece l'aria Lontan da te mio bene. Altro cambiamento talora apportato è l'introduzione di una Cavatina per la primadonna.

## Brani celebri
- Entra nel circo, scena "della pazzia" di Murena
- Ogni tormento, rondò di Argelia

## Discografia
| Anno | Interpreti (Murena, Argelia, Settimio, Publio)                    | Direttore d'orchestra, opera e orchestra                                     | Etichetta                                                     |
| ---- | ----------------------------------------------------------------- | ---------------------------------------------------------------------------- | ------------------------------------------------------------- |
| 1982 | Bruce Brewer, Katia Ricciarelli, John-Paul Bogart, John Gibbs     | Leslie Head,                                                                 | LP: HRE Cat: HRE 398-3 Registrazione dal vivo                 |
| 1986 | Simone Alaimo, Cecilia Gasdia, Ernesto Palacio, Armando Ariostini | Massimo de Bernart, Orchestra sinfonica di Piacenza, Coro dell'Opera giocosa | CD Audio: Bongiovanni Cat: GB2045/46-2 Registrazione dal vivo |